# Fasanerie (Aschaffenburg)

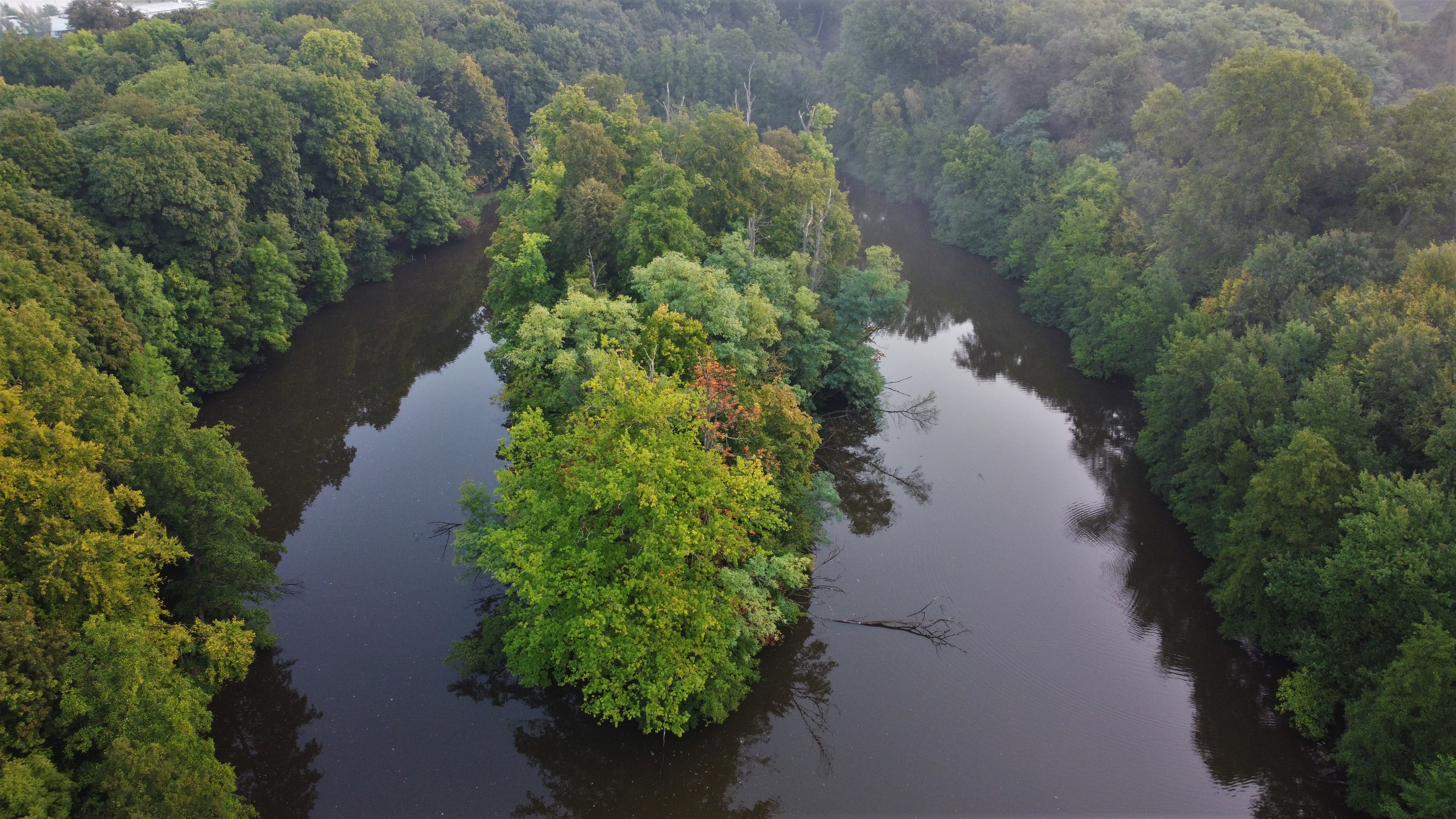
Luftaufnahme des Fasaneriesee Aschaffenburg

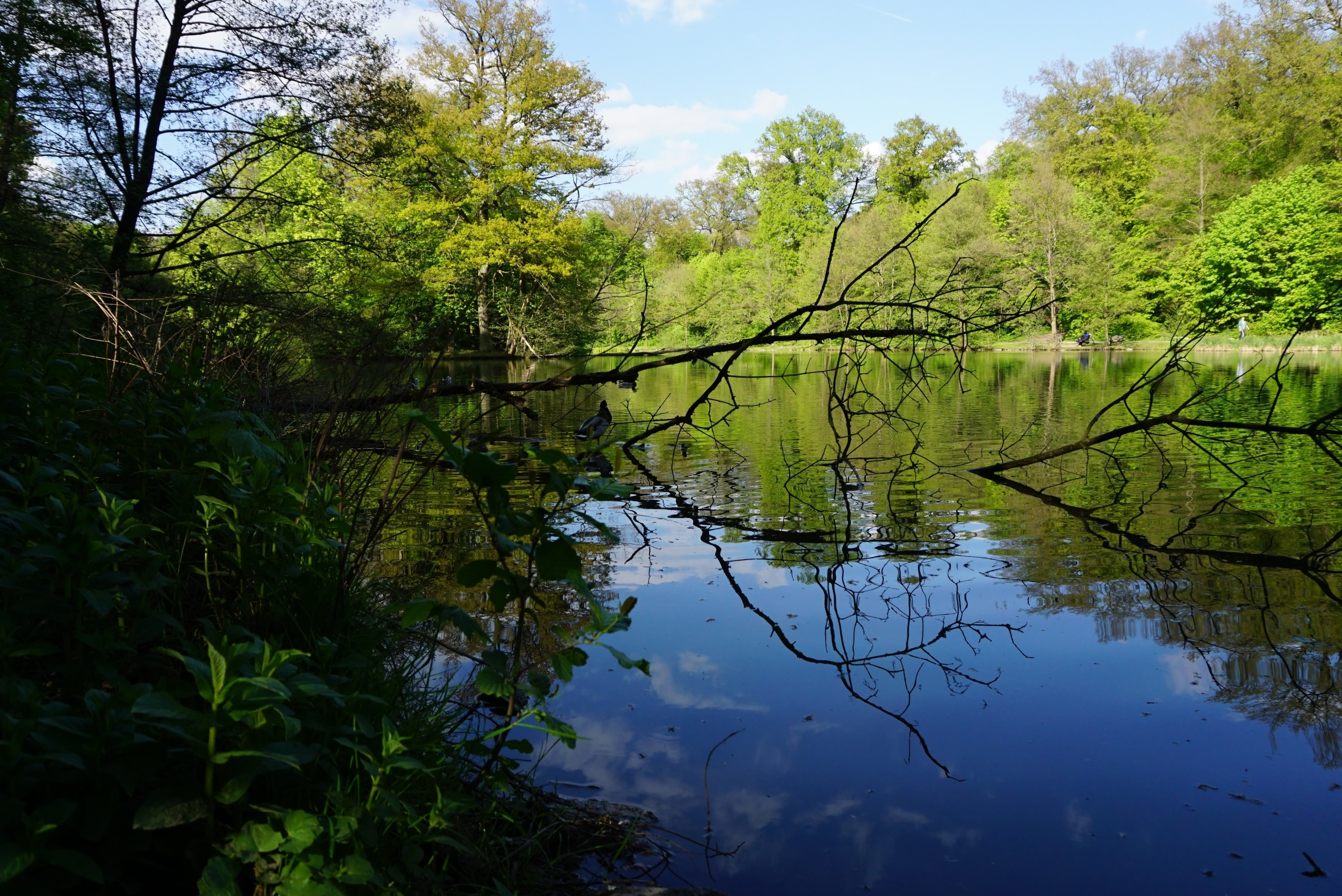
Teich in der Fasanerie Aschaffenburg

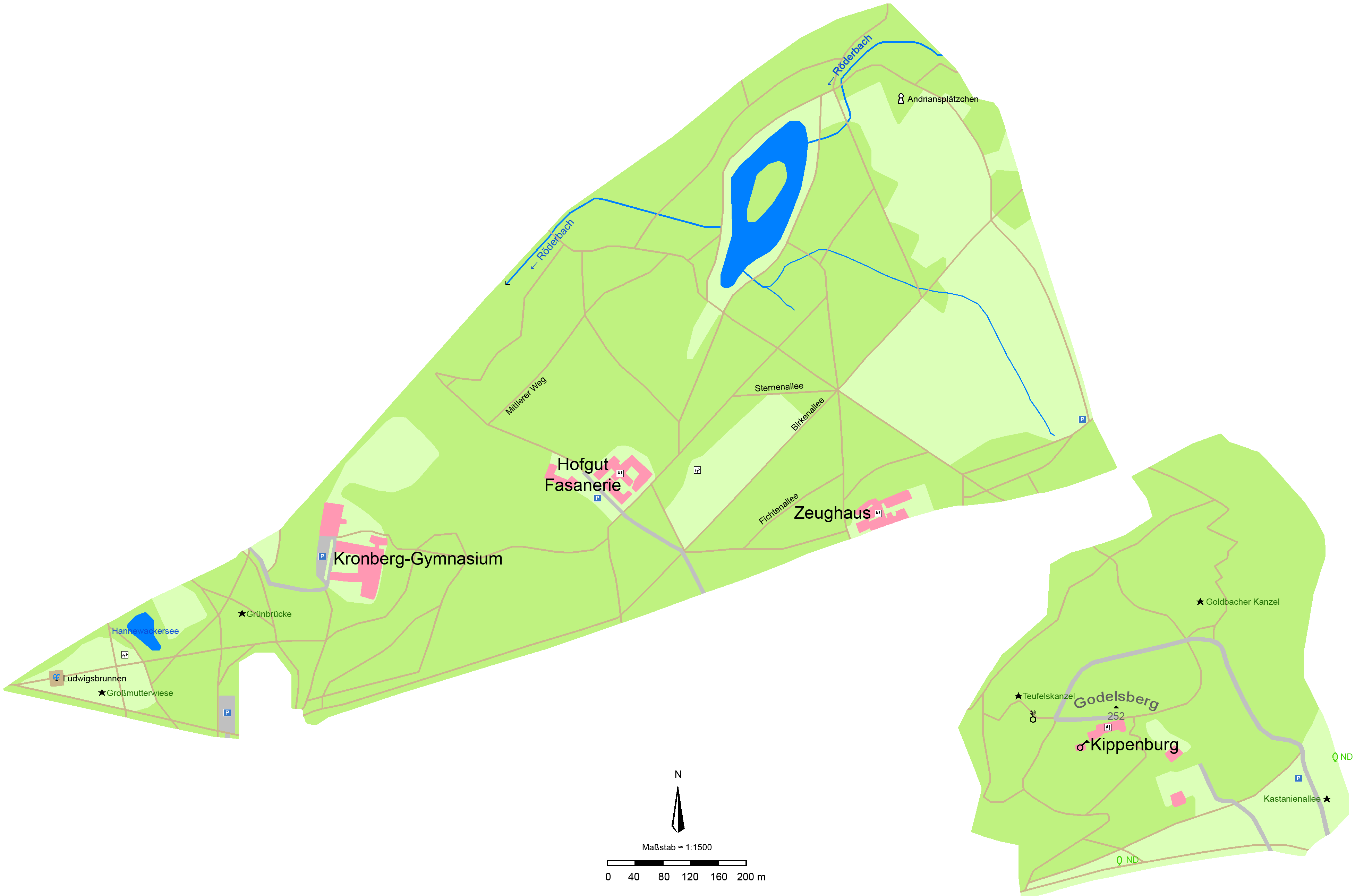
Karte von Fasanerie, Großmutterwiese und Godelsberg

Die Fasanerie ist ein etwa 75 Hektar großer, bewaldeter Landschaftspark in der kreisfreien Stadt Aschaffenburg (Bayern).

## Geographische Lage
Die Aschaffenburger Fasanerie liegt östlich bis nordöstlich der Innenstadt. Sie reicht vom Park Schöntal über die Großmutterwiese und die Tunnel von Ringstraße und Maintalbahn bis zum Lufthofweg. Im Norden der Fasanerie liegt der Stadtteil Österreicher Kolonie, im Süden verläuft die Bismarckallee. Der Fasaneriesee wird vom Röderbach durchflossen. Der südöstlich liegende Godelsberg (251 m ü. NHN) ist in die Parkgestaltung mit einbezogen. Durch die Fasanerie führt der Fränkische Marienweg.

## Geschichte
Ab 1778 wurde unter Erzbischof und Kurfürst Friedrich Carl Joseph von Erthal das Bürgerwäldchen der Stadt Aschaffenburg zum größeren Teil und nördlich der heutigen Bismarckallee nach Plänen von Emanuel Joseph von Herigoyen als Landschaftspark mit einer Fasanerie angelegt; der kleinere Teil südlich der heutigen Bismarckallee wurde 1788 gerodet und als Bürgerfeld genutzt.  Der Park war ursprünglich um die Großmutterwiese und bis in Höhe der heutigen Fasaneriezufahrt mit einer Mauer umgeben und weiter östlich mit einem Plankenzaun versehen. Er wurde als Wildpark angelegt und mit mehreren Fischteichen, einem Wild- und einem Fasanengehege ausgestattet. Dieses ersetzte eine ältere ähnliche Anlage im Nilkheimer Wäldchen, als dieses zum Park Schönbusch umgestaltet wurde. Die Fasanerie lieferte Wild, Fisch und Geflügel für die Hofküche im Schloss Johannisburg. Ein eigens dafür angestellter „Fasanenjäger“ war für die Lieferung von etwa 800 bis 1.000 Fasanen pro Jahr verantwortlich.

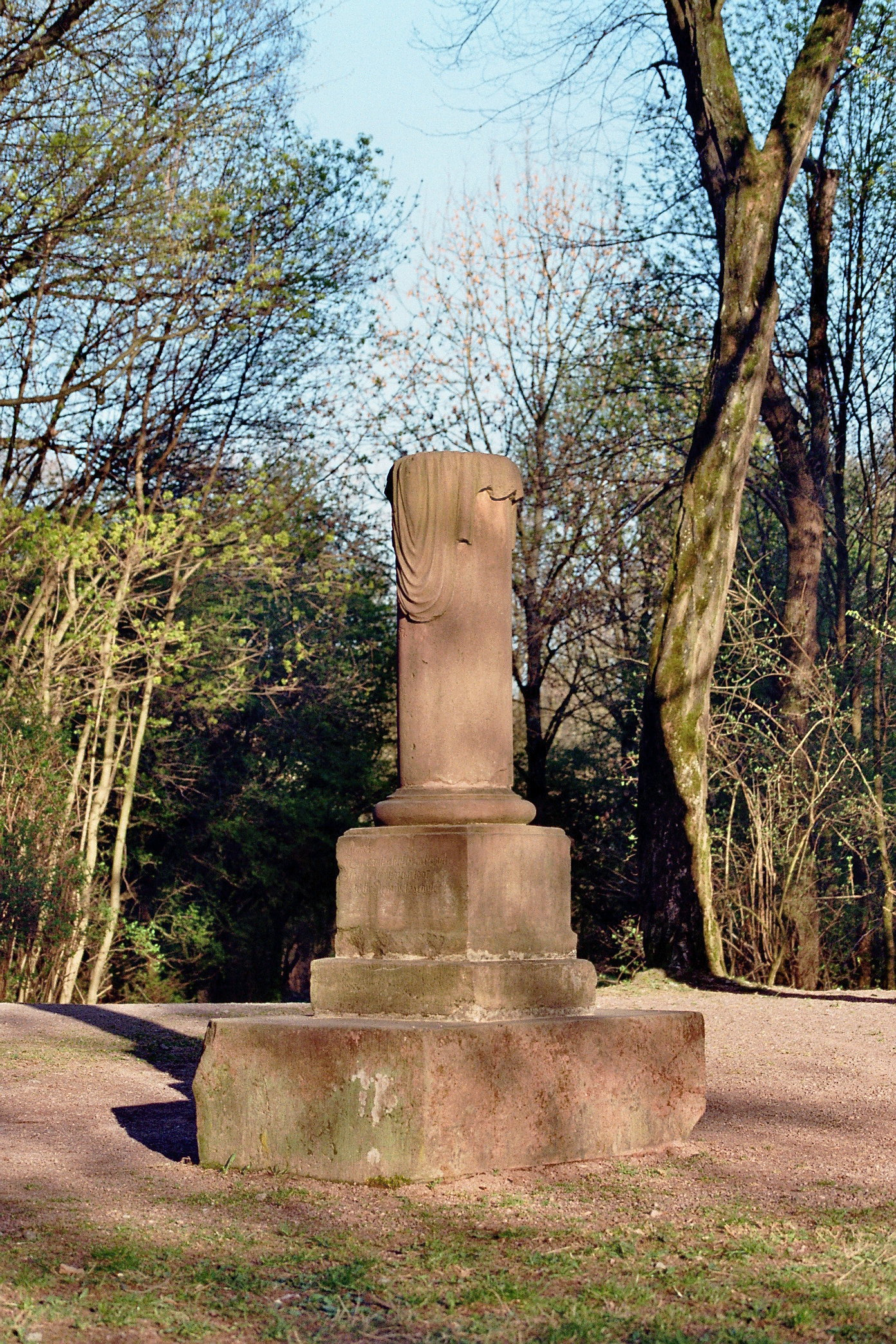
Andriansplätzchen

Nach dem Ende des Alten Reiches wurde Aschaffenburg 1803 Residenzstadt des Fürstentums Aschaffenburg und danach des Großherzogtums Frankfurt. Nachdem Aschaffenburg 1814 an die Krone Bayern gefallen und damit in eine Randlage geraten war, fiel die Anlage in den Stand eines parkartigen Waldes zurück.
1824 ereignete sich in der Fasanerie ein Duell, an das ein Gedenkstein in Form eines abgebrochenen Säulenstumpfes erinnert: Am 6. September jenes Jahres starb der erst 17-jährige „Forstcandidat“ Ferdinand Anton Freiherr von Andrian-Werburg, aus Kemnath, geb. 10. März 1807 in Amberg, an den Folgen eines verabredeten Degenduells. In diesem Zusammenhang wurde der drei Jahre ältere Gastwirtsohn und Würzburger Student Johann Baptist Berg aus St. Alban in der Pfalz verdächtigt und in Mainz festgenommen. Die kleine Platzanlage um den Gedenkstein wird „Andriansplätzchen“ genannt.

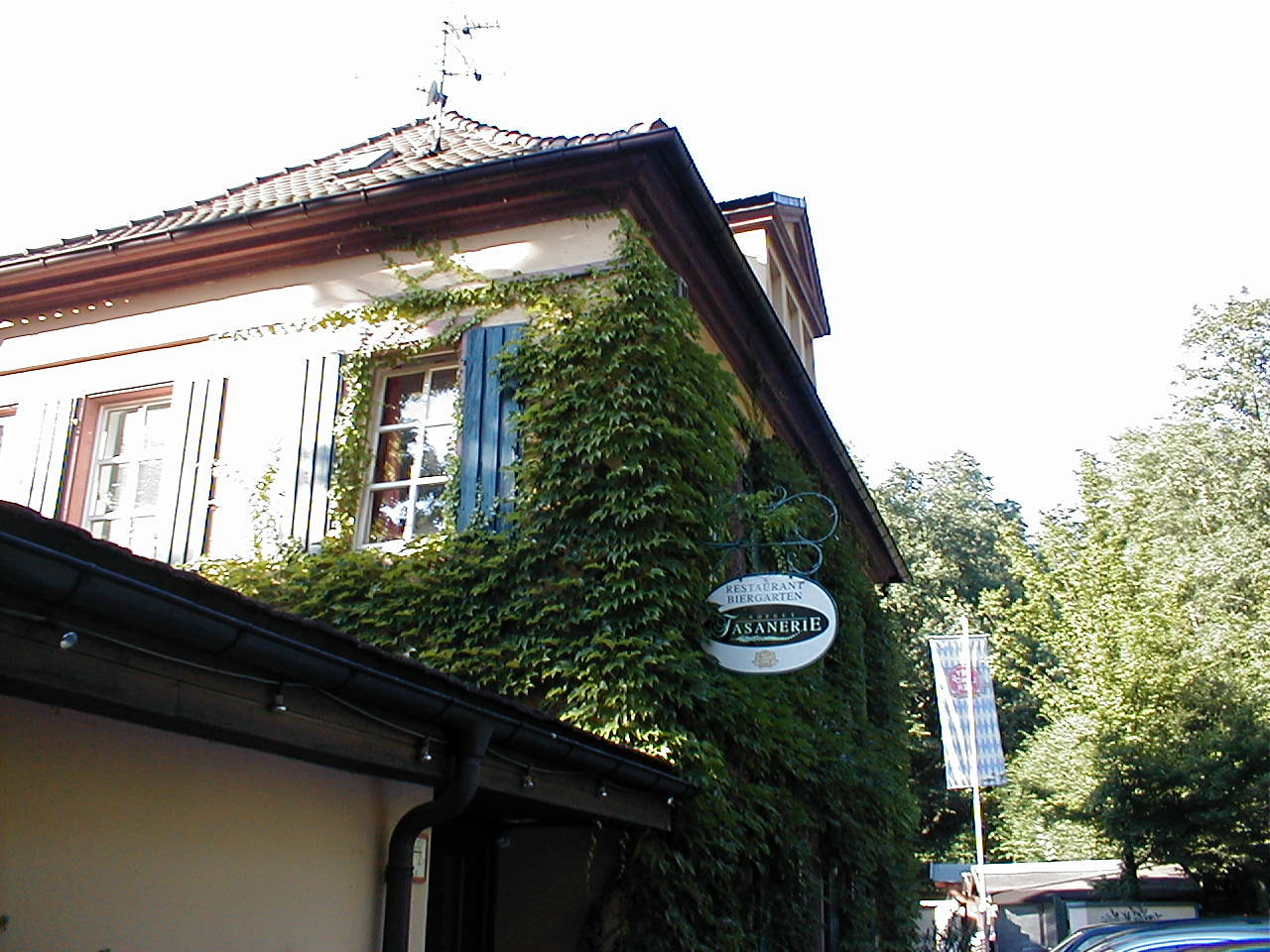
Fasanerie-Gaststätte mit Biergarten

1826 wurde unter König Ludwig I. die Fasanerie der Erholung der Bürger gewidmet.
Nach 1874 wurde der damals weitgehend verlandete Fasaneriesee auf Antrag der Stadt Aschaffenburg auf etwa ein Viertel seiner Wasserfläche verkleinert, aber noch um das Jahr 1886 trocknete der See in heißen Sommermonaten aus, weil es an ständigem Wasserzufluss fehlte.
Mit der am 12. November 1876 eröffneten Bahnstrecke Aschaffenburg–Miltenberg wurde ein Teil der Fasanerie mit der Großmutterwiese von der Fasanerie getrennt.
1879 nahm der Stadtmagistrat mit einer ergänzten ortspolizeilichen Vorschrift die Anlagen der Fasanerie, des Godelsbergs und des Büchelbergs in die Reihe der Aschaffenburger öffentlichen Anlagen auf.
1935 wurden der Pachtvertrag über die Fasanerie gelöst und die Flächen vom bayerischen Staat an die Stadt Aschaffenburg zurückgegeben.
Ein Jahr später ließ die Stadt Aschaffenburg im Bereich des Jägerhauses eine ca. 40 m lange und 25 m breite Sport- und Festhalle für 2000 Gäste errichten. Sie existiert heute nicht mehr. Bis zum Ende des Zweiten Weltkrieges entstanden zwischen dem Gleis der Hafenverbindungsbahn und dem Waldrand die ersten Gärten der heute etwa 8 ha großen Kleingartenanlage Fasanerie.
An der Einmündung des aus Richtung Moltkestraße kommenden Parkweges in den Verbindungsweg, der zwischen der Großmutterwiese und der Fasaneriegaststätte verläuft, liegt im Bereich eines ehemaligen Steinbruches vor einer markanten Felsformation ein länglicher Steinblock. Dieser Block stand noch bis 1943 senkrecht und war in dieser Aufstellung auf der dort bestehenden Felsenkuppe Teil einer vermutlich nachempfundenen Menhiranlage.
Die Bombenabwürfe des Zweiten Weltkrieges vernichteten 4,5 ha Parkwald.
1957 wurde der Bestand des 1874 verkleinerten Fasaneriesee vom Tiefbauamt der Stadt Aschaffenburg aufgemessen. Der See bestand damals lediglich im Bereich südwestlich seines damaligen und heutigen Auslaufs in Form von zwei unterschiedlich großen, durch Dämme voneinander und vom übrigen trocken gefallenen Teil des Sees abgetrennten Teichen, die über einen südöstlich verlaufenden Graben des Röderbaches mit Wasser gespeist wurden.
Von 1965 bis 1968 wurde auf der im Wirtschaftsplan Aschaffenburg 1958 ursprünglich vorgesehenen Trasse der städtischen Ringstraße das Kronberg-Gymnasium errichtet.
In den Jahren nach 1968 wurden das Wegenetz und die Gewässer der Fasanerie nach einem von Gartendirektor a. D. Christian Bauer, München, entworfenen Zehnjahresplan unter Berücksichtigung der historischen Parkentwürfe instand gesetzt. Dabei wurde der auf seine ursprüngliche Größe ausgeschürfte Fasaneriesee mit Hilfe des in Aschaffenburg stationierten 9. Engineer Bataillons der US-Army mit einer Lehmschicht abgedichtet. Ein angrenzendes Fischaufzuchtbecken wurde nicht wieder hergestellt. Das zwischenzeitlich zugewucherte Wiesental zwischen See und Forsthaus wurde 2018 wiederhergestellt. Mit Biergärten, Wassertret-, Trimm-Dich- und Spielplatzanlagen hat die Fasanerie an manchen Stellen den Charakter eines Volksparkes angenommen.
2013 wurde die Fasanerie um eine Grünbrücke über die Ringstraße und die Bahnstrecke Aschaffenburg–Miltenberg hinweg nach Westen erweitert und die anschließende Großmutterwiese wieder Teil der Fasanerie.

## Gebäude

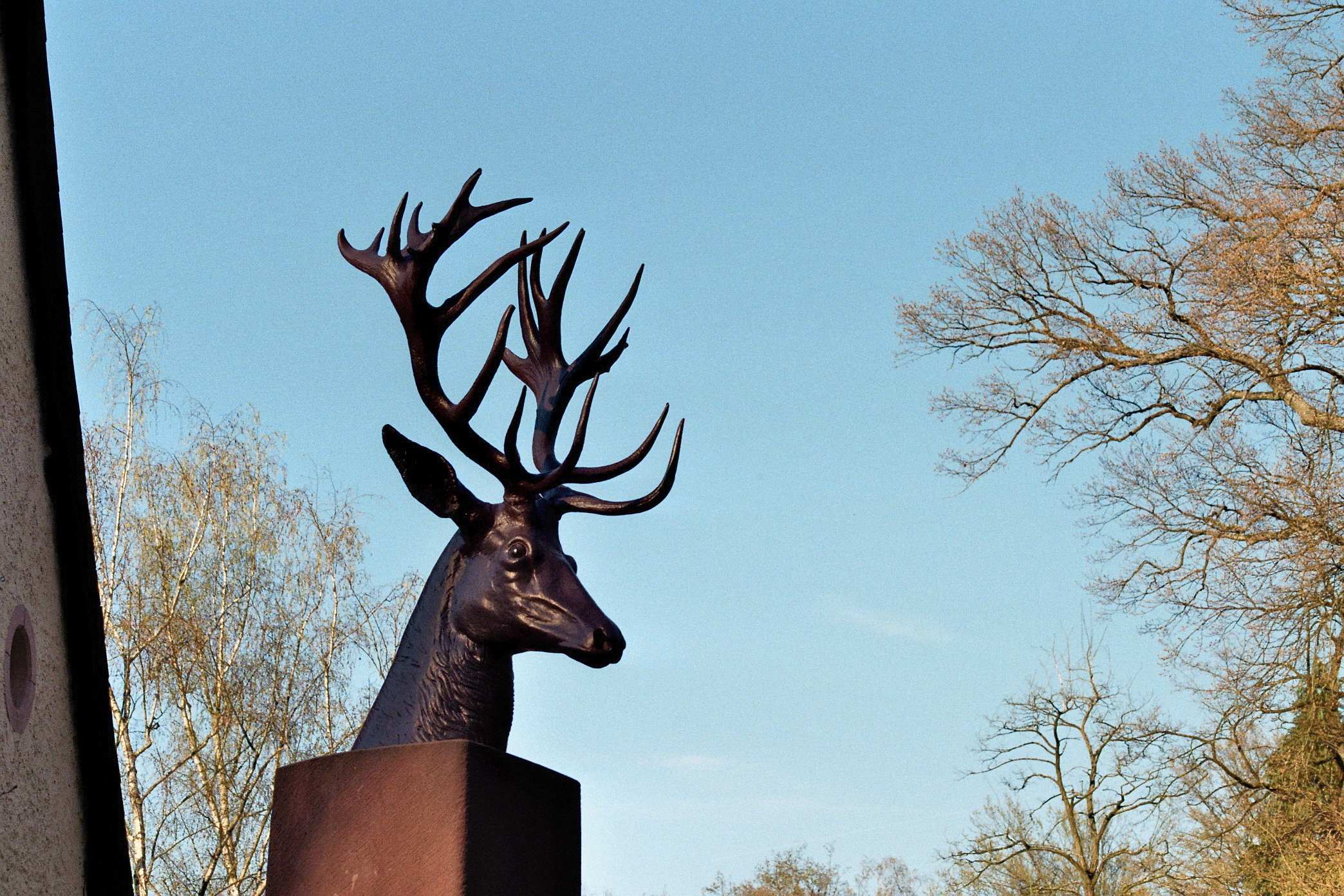
Hirschkopf am Forstamt

- Aus der Entstehungszeit der Fasanerie sind das Jägerhaus mit der Fasanerie-Gaststätte und das Jagdzeughaus erhalten – beides beliebte Ausflugslokale mit Biergärten. Der östlich anschließende Röderbachshof, Lufthof genannt, ist in den Planentwürfen für die Fasanerie noch nicht enthalten. Seine Existenz lässt sich erst für 1821 nachweisen.
- Auf dem Gelände des ehemaligen Wirtschaftshofes ist heute das Forstamt der Stadt Aschaffenburg untergebracht. Von dort werden die städtischen Forstreviere wie Fasanerie, Gailbach, Hohe Wart, Obernau, Schweinheim und der Wasserwerkswald im Stadtteil Nilkheim betreut.
- Das Kronberg-Gymnasium hat in der westlichen Fasanerie seinen Standort. 1968 zog die Schule dort ein, nachdem zuvor eine kontroverse Diskussion innerhalb des Stadtrats und der Bevölkerung ob des Standorts, für den zahlreiche Bäume gefällt wurden, stattgefunden hatte.[3]

## Großmutterwiese

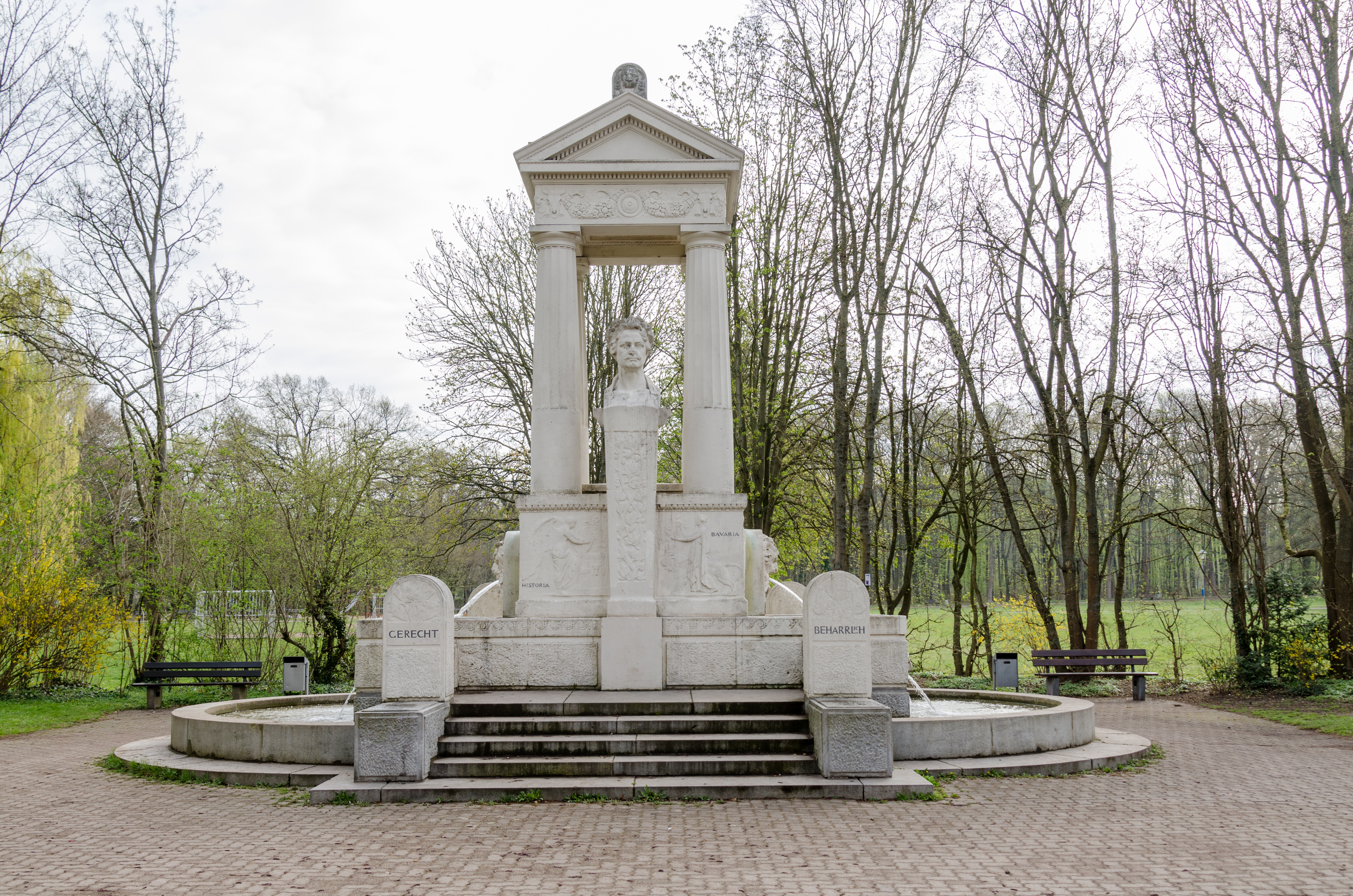
Ludwigsdenkmal auf der Großmutterwiese

Die Großmutterwiese liegt mit etwa 20000 Quadratmetern Rasenfläche im Südwesten der Fasanerie. Dort befinden sich der vom Kühruhgraben durchflossene Hannewackersee, ein Wasserspielplatz sowie ein Bolz- und Bouleplatz. Über das Sommerhalbjahr verteilte Veranstaltungen und Feste werden auf der Großmutterwiese abgehalten.
Beim Bau der Bahnlinie nach Miltenberg, 1875, wurde die Großmutterwiese von der übrigen Fasanerie durch einen tiefen Graben getrennt. Dieser Graben wurde ab 1918 für den Bau der Verbindungsbahn Goldbach–Neuer Hafen verbreitert und nach Nordosten verlängert. Im Herbst 1969 wurde das 1897 zu Ehren des bayerischen Königs Ludwig I. im Offenen Schöntal errichtete Ludwigsdenkmal, der Ludwigsbrunnen, an die Großmutterwiese versetzt.
Am 28. Juni 2013 wurde der östliche Abschnitt der Städtischen Ringstraße verkehrswirksam. Dieser Ringstraßenabschnitt verläuft im Bereich der Fasanerie in Tieflage und ist dort mit einer Grünanlage überbrückt, mit der die historischen Verbindung zur Fasanerie wieder hergestellt wurde.

## Godelsberg

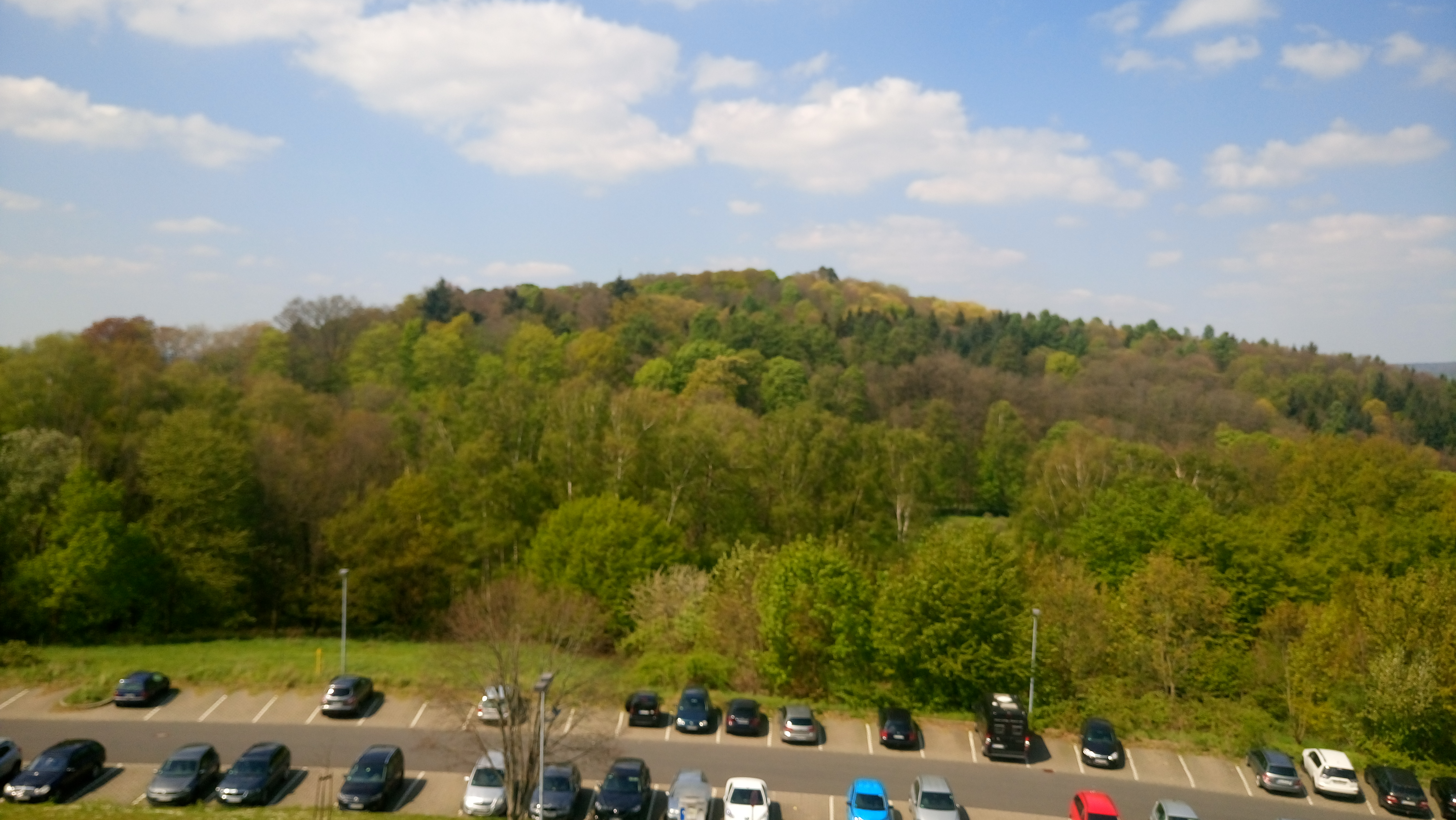
Der Godelsberg vom Klinikum Aschaffenburg aus gesehen

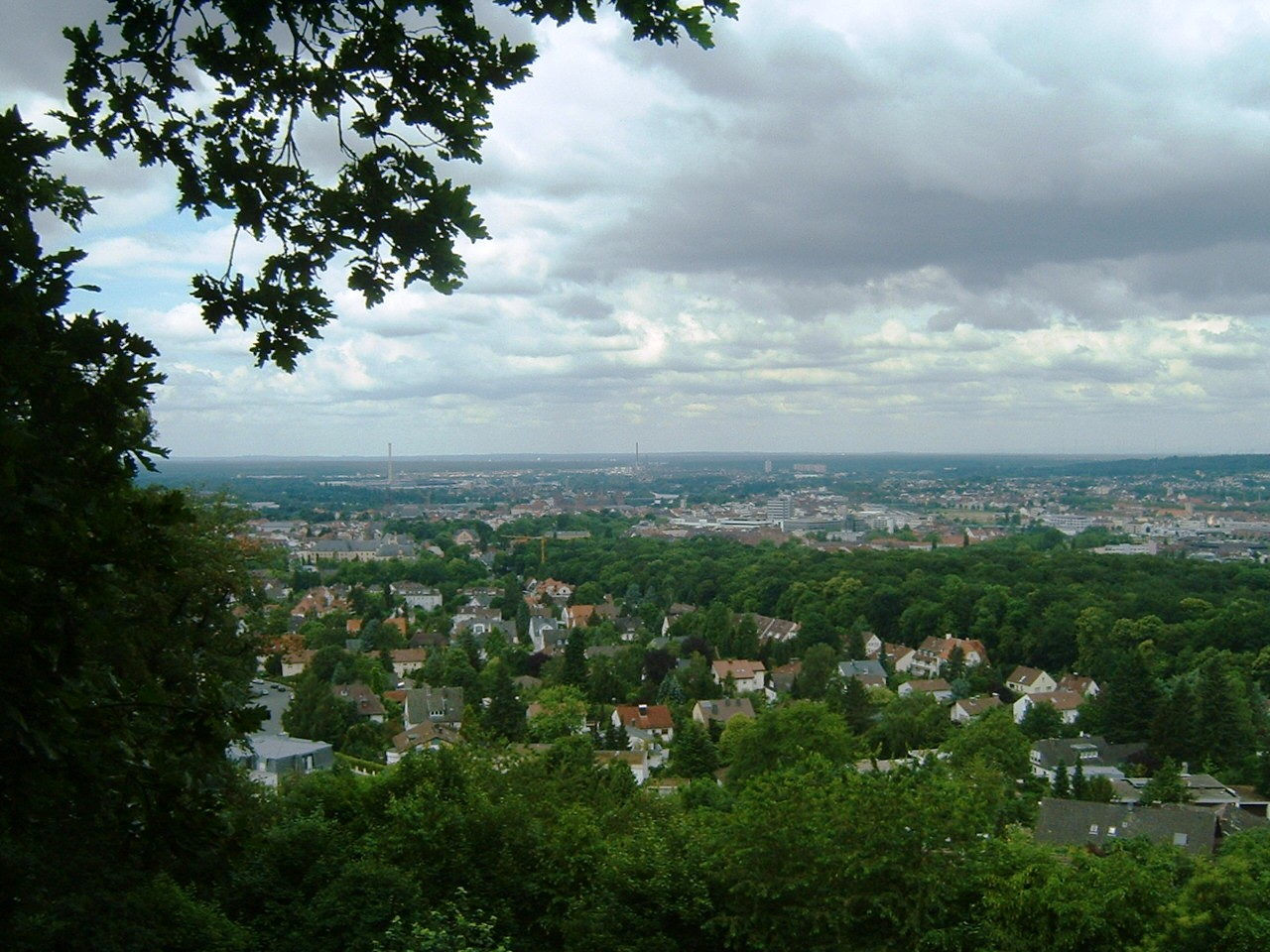
Blick von der Teufelskanzel auf dem Godelsberg auf die Stadt

Bereits die ersten Entwürfe zu einem großen Tierpark (um 1777), der sowohl die Fasanerie als auch die Talauen im Krämersgrund und in der später so genannten Haibacher Schweiz, den Westhang des Schellberges und den Hasenkopf einschlossen, haben auch den bewaldeten Teil des Godelsberges in die Parkgestaltung einbezogen. Der Wildpark bestand von 1778 bis 1790 und war zum Schutz der angrenzenden Wiesen, Felder und Weinberge mit einem Plankenzaun umgeben. Am Ende des 18. und zu Beginn des 19. Jahrhunderts war der Berg vor allem wegen seiner Felspartien und seiner Fernsicht ein beliebtes Ausflugsziel. Im Notjahr 1816 und den Jahren danach verhalf der von Kronprinz Ludwig, dem späteren Ludwig I. von Bayern, veranlasste Ausbau von Feldwegen zu Alleestraßen (Ludwigsallee) wie auch eine „Verschönerung nach dem Goldsberg“ den unter der Lebensmittelteuerung leidenden ärmeren Bevölkerungsschichten zu Arbeit und Einkommen. Danach verlief die parkartige Gestaltung des Godelsberges in zwei weiteren Phasen und erreichte um 1912 ihren Abschluss.
Der Godelsberg weist Kleinarchitekturen wie die Ludwigssäule und die Kippenburg auf, ein 1839 mit Unterstützung des Stadtmagistrats errichteter Staffagebau in Form einer Burgruine. An bestimmten Stellen des stellenweise nach Art eines Alpineums angelegt gewesenen Berges befinden sich Aussichtspunkte – die Felsengruppen „Goldbacher Kanzel“ und „Teufelskanzel“ sowie eine kleine Aussichtsplattform mit spitzem Zeltdach. Zudem gibt es einen nach 1886 gebauten, von Eiben, Mahonien und Schneebeersträuchern gesäumten Serpentinenweg, der von der Alois-Alzheimer-Allee über sieben Kurven an Felsengruppen vorbei zum Burgturm führt. Von einer mit Gneisglimmerbrocken umgebenen Linde an der Schmerlenbacher Straße aus kommend, gelangt man am Waldrand links auf den Forstrat-Dotzel-Weg, einen Fußpfad der sanft ansteigend spiralförmig zur Goldbacher Kanzel führt. An den Wegen gibt es vier Sandsteinbänke und nahe dem höchsten Punkt ein künstlich aufgeschüttetes Baumrondell mit kreisrunder Holzbank um eine Linde herum. Der Godelsberg weist an bestimmten Plätzen seltenere Solitärgehölze auf (Speierling, Douglasie, Ahorn, Eibe, Stechpalme, Kirschlorbeer). Eine Platane von 3,45 m Stammumfang, die zwischen der Kastanienallee und der Straße „Am Krämersgrund“ steht, stammt wohl aus den ersten Jahrzehnten der Parkgestaltung.

### Kippenburg

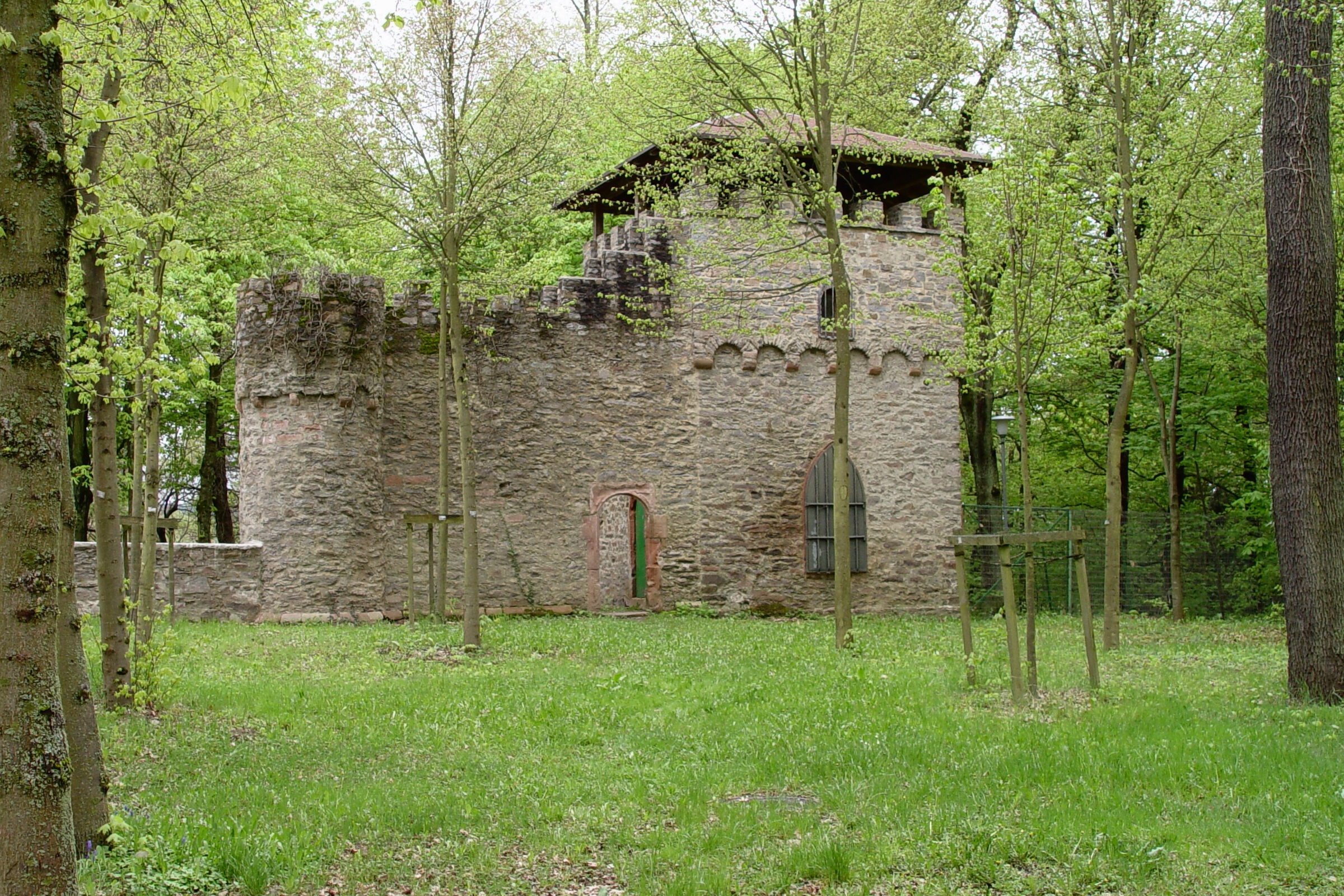
Kippenburg

Der Aschaffenburger Pflasterermeister und Landwirt Adam Kipp (1789–1851) errichtete 1839 mit Unterstützung des Stadtmagistrats ein Weinberghäuschen im Stil einer Burgruine. Am 25. August 1839 wurde anlässlich des Geburts- und Namenstages Ludwigs I. von Bayern das erste Fest auf der Kippenburg gefeiert. Nach dem Tod von Adam Kipp (1851) und seiner Ehefrau Margarete (1854) gelangte die Kippenburg ins Eigentum des Buchhändlers Carl Krebs, der sie ebenfalls bis zu seinem Tod (1872) besaß. Ihr nächster Besitzer, der Fruchthändler und Betreiber einer Ziegelei, Simon Vogel, überließ dem am 6. Juli 1874 gegründeten Verschönerungsverein Aschaffenburg die Schlüssel der Kippenburg noch im selben Jahr. Wenige Jahre später gehörte sie dem Gastwirtsehepaar Gabriel und Katharina Birkart und wurde am 12. September 1878 mit deren an der Fischergasse gelegenen Gasthaus Zum Anker erneut versteigert. In der Folgezeit wurde die Anlage um einen Torbogen und ein Wirtschaftsgebäude nach Osten hin erweitert. Um 1900 wurden die Kippenburgfeste (oft auch nach politischen Festreden meist liberaler Vereine) mit Musik und Tanz gefeiert. Die Feste des Vereins Jung-Aschaffenburg erreichten ihren Höhepunkt in einem Feuerwerk und einer bengalischen Beleuchtung der Kippenburg und klangen mit einem Lampionzug in die Stadt aus. In den 1920er Jahren wurden die Kippenburgfeste abgelöst vom Aschaffenburger Volksfest am Main – ebenfalls mit Feuerwerk und mit der Schlossbeleuchtung des Vereins Jung-Aschaffenburg. Mitte der 1960er Jahre wurde die Tradition der Kippenburgfeste durch das Engagement des Aschaffenburger Karnevalvereins „Stadt-Garde“ wiederbelebt und fortgesetzt. In den 1990er Jahren wurde die Kippenburg mit dem übrigen Gelände der „Stadt-Garde“ eingezäunt. Mit Ausnahme der Zeit um das Kippenburgfest (Mitte Juni bis Mitte August) ist das Gelände zugänglich.

### Teufelskanzel und Goldbacher Kanzel

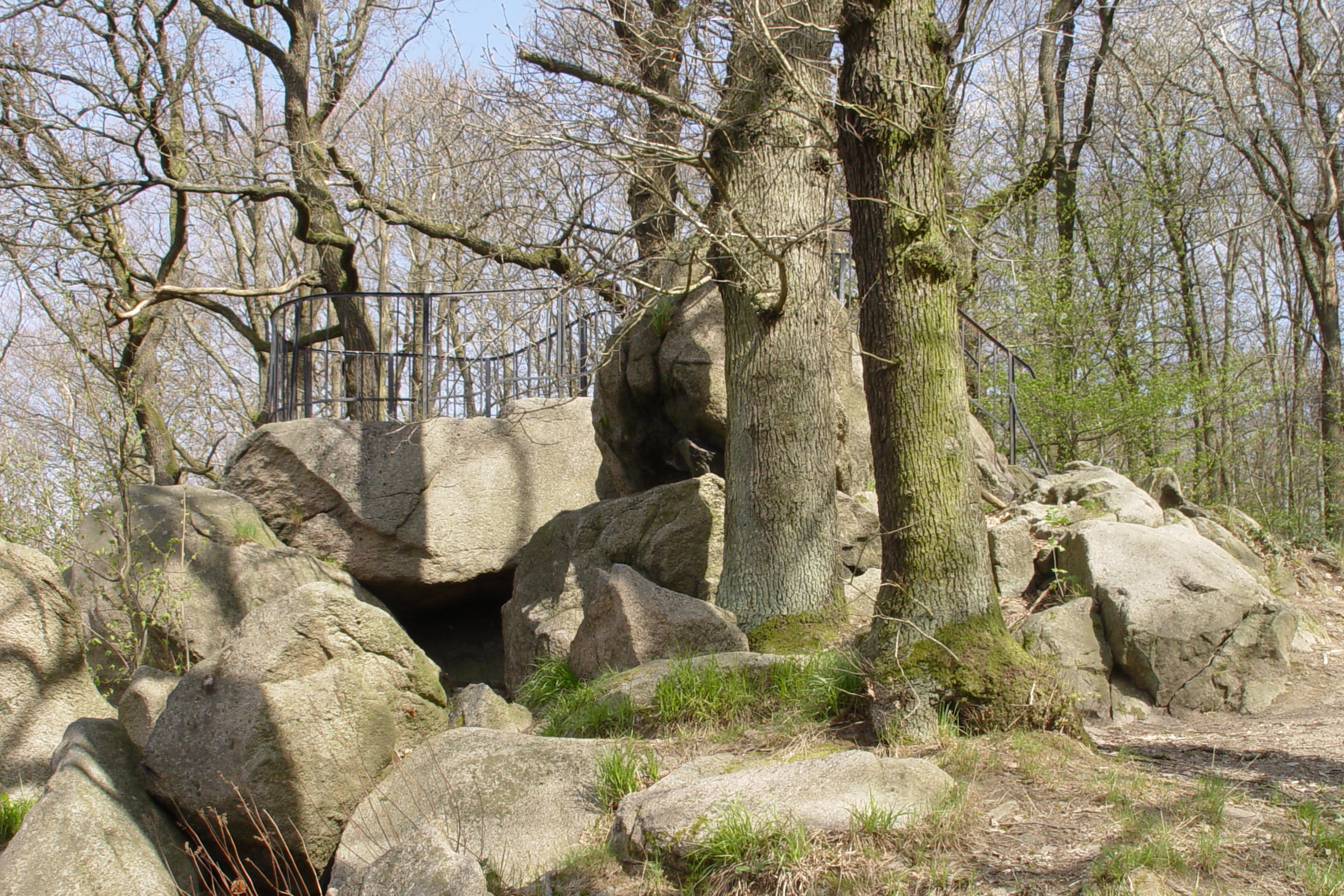
Teufelskanzel

Unweit der auf dem Godelsberg befindlichen Kippenburg befinden sich die Teufelskanzel (Westhang) und die Goldbacher Kanzel (Nordosthang), aus natürlichen Felsen bestehende Aussichtspunkte, die mit Geländern gesichert sind. Im Jahre 2011 wurden die Wege zu beiden Kanzeln wiederhergestellt und weitere Rastplätze geschaffen, sodass die Kanzeln für Besucher wieder attraktiv wurden.

## Büchelberg
In den 1830er und 1840er Jahren wurde unter Bürgermeister Adalbert von Herrlein auch der Büchelberg in die parkartige Gestaltung einbezogen. Beide Berge sind über die Ludwigsallee von der Innenstadt aus zu erreichen und untereinander mit einer Walnussallee und einer Kastanienallee verbunden.
Nach einem Besuch der königlichen Familie im Sommer 1840 wurde der Festplatz nach dem damals 11-jährigen Prinzen Adalbert Adalbertsruhe benannt. 1891 errichtete der Verschönerungsverein Aschaffenburg und Umgebung anstelle des weißen Häuschens eine Gartenwirtschaft im Stil eines Schweizer Chalets mit Aussichtstürmchen, Terrasse und Freitreppe.
1921 ging das „Büchelberger Häuschen“ in städtischen Besitz über und wurde noch bis 1963 als öffentliches Gasthaus weitergenutzt.
Nach dem Abzug der Amerikaner ist weder vom Munitionsdepot noch von den Resten des Häuschens viel übrig geblieben.

## Belege
1. ↑  Peter Burkart, Gisela van Driesum, Martin Kempf, Peter Ziemer: Bildstöcke, Flurdenkmale und Kreuze in Aschaffenburg. Aschaffenburg 2003, S. 72–79. (Andrian-Denkmal in der Fasanerie)
2. ↑  www.main-echo.de.
3. ↑  Chronik. (Memento des Originals vom 7. April 2008 im Internet Archive)  Info: Der Archivlink wurde automatisch eingesetzt und noch nicht geprüft. Bitte prüfe Original- und Archivlink gemäß Anleitung und entferne dann diesen Hinweis. des Kronberg-Gymnasium
4. ↑  C. C. L. Hirschfeld: Theorie der Gartenkunst. Band V, Leipzig 1785, S. 330.
5. ↑  Markus Theodor von Haupt in: Miszellen für die Neueste Weltkunde. Nro. 7, 27. Januar 1809, S. 27 ff.
6. ↑  Anton Rottmayer: Statistisch-topographisches Handbuch für den Unter-Mainkreis des Königreichs Bayern. Würzburg 1830, S. 481.
7. ↑  Festung Kippenburg. In: Main-Echo. 14. Oktober 2010.
8. ↑  Freie Sicht in Richtung Spessart. In: FAZ. 9. Juni 2011, S. 48.
9. ↑  www.haibach-entdecken.de.

Koordinaten: 49° 58′ 49,7″ N, 9° 10′ 2″ O